# Incident de Guldja
Cet article concerne l'incident de Guldja de 1997. Pour l'incident de Yining qui a mené a l'abolition de la République du Turkestan oriental, voir Abolition de la République du Turkestan oriental.
L'incident de Guldja ou incident de Yining (chinois : 伊宁事件 ; pinyin : Yíníng Shìjiàn), aussi appelé massacre de Guldja, ou affaire du 5 février, a été le point culminant des manifestations et émeutes ayant commencé début février 1997 dans la ville de Yining (Guldja en ouïghour) dans le Xinjiang, une région autonome de la république populaire de Chine. 
Les manifestations s'enclenchèrent après l'arrestation par la police chinoise pendant la période du Ramadan de 2 étudiants musulmans ouïghours accusés "d'activités religieuses illégales". Lors de l'interpellation, plusieurs Ouïghours s'opposant à l'arrestation furent arrêtés. Le lendemain, plusieurs centaines d'Ouïghours manifestèrent pour la libération des personnes arrêtées la veille et une partie d'entre eux fut à son tour arrêtée. Les manifestations continuèrent les jours suivants et devinrent de plus en plus violentes. Le 8 février 1997, après deux jours de manifestations et d'émeutes pendant lesquels les protestataires défilaient en criant « Allah est grand », « l'indépendance pour le Xinjiang », « Les Hans, dehors » et « Libérez les prisonniers », la police anti-émeute et l'armée intervinrent pour rétablir le calme dans la ville. Un rapport officiel de 2002 fait état d'un bilan de 7 morts et 200 blessés. Des dissidents ont estimé le nombre de tués à plus de 100 et des Ouïghours en exil ont estimé le nombre d'arrestations ayant suivi les émeutes à près de 1 600. Selon l'activiste ouïghoure des droits de l'homme Rebiya Kadeer citée par Al Jazeera, 8 000 Ouïghours de Guldja "auraient disparu sans laisser de trace".

## Déroulement de l'incident
Dans une étude publiée en 2004, l'institut américain East-West Center de Washington indiqua que les troupes chinoises utilisèrent des chiens, des grenades lacrymogènes, des lances à incendie et employèrent la violence physique contre les manifestants. Les troupes tirèrent à balle réelle tandis que les émeutiers brûlaient des voitures, attaquaient la police et s'en prenaient à des habitants chinois d'ethnie Han. 
Selon la chaine anglaise Channel 4, les manifestations se sont déclarées après la propagation d'une rumeur affirmant que la police avait arrêté et exécutée 30 ouïghours pour "atteintes aux intérêts fondamentaux de l'État", information reprise par aucun service de presse. Des photographies circulant dans les milieux exilés et diffusées par la chaine montrent des prisonniers ouïghours victimes de gelures graves issues de sévices ; selon Channel 4, 50 prisonniers seraient morts de mauvais traitements. La chaine ajoute également que plusieurs groupes de condamnés ouïghours ont été fusillés par l'Armée chinoise durant l'année 1997. 
Selon des sources locales citées par Amnesty International, les manifestations se sont déclenchées en réaction au durcissement de la répression vis-à-vis des pratiques culturelles et religieuses ouïghoures dans et autour de Guldja dont notamment l'interdiction des rassemblements traditionnels appelés meshreps. Les meshreps étaient organisés depuis 1994 dans une tentative de faire revivre les traditions culturelles et islamiques ouïghoures. Le gouvernement chinois avait passé un décret en août 1995 interdisant ces réunions. Selon Amnesty International, la communauté ouïghoure musulmane est "systématiquement persécutée" par les autorités chinoises depuis les années 1980. D'après l'ONG, les manifestations de Yining étaient pacifiques et ont été écrasées de la même manière que les manifestations de la place Tian'anmen.
L'incident a été officiellement nommé "Affaire du 5 février" par les autorités chinoises qui qualifient les meneurs de terroristes. Selon le journal chinois Sanlian Shenghuo Zhoukan, citant un fonctionnaire de Yining, des Ouïghours impliqués dans les émeutes ont lapidé et assassiné des Hans dans les rues de Yining et se sont livrés à des pillages. Certains religieux ouïghours s'étaient déshabillés et parcouraient les rues après avoir brûlé leurs papiers officiels s'exclamant "Ne me demandez ni mon adresse ni mon nom ! C'est Allah qui m'envoie !" . 

## Responsabilité
Trois semaines après les événements, le 25 février 1997, Urumqi était la cible d'une série d'attentats qui causa 9 morts et 58 blessés. Selon les services de renseignement russes, cités par Sun Zhuangzhi, du bureau de recherches sur l'Asie centrale à l'Académie chinoise des sciences sociales, près de 200 séparatistes du Xinjiang auraient suivi une formation dans les camps de ben Laden. Le 15 octobre 2001, deux Ouïghours ont été exécutés par les autorités chinoises pour leur participation aux émeutes, l'un des deux ayant été reconnu comme étant l'instigateur des troubles.
Selon l'East-West Center, les rapports officiels chinois sont incompatibles entre eux sur les causes et la nature de l'incident. Refusant dans un premier temps de reconnaitre la réalité des événements, les officiels chinois décrivirent ensuite des "passages à tabac, dégradations et pillages" causés par des "toxicomanes, des pillards et de la racaille", puis accusèrent des groupes séparatistes islamistes.
Dans un rapport publié en 2002, le gouvernement chinois déclara : « Du 5 au 8 février 1997, le Parti d'Allah du Turkestan oriental islamique et d'autres organisations terroristes ont organisé, manigancé et provoqué une émeute à Yining. Les terroristes ont crié des mots d'ordre comme "Fondons un royaume islamique", attaqué des habitants, détruit des magasins, incendié et écrasé des voitures »